# Западная Восьмая улица (Си-Трейн)
«Западная Восьмая улица» (англ. 8 Street Southwest) — станция Си-Трейна в Калгари. Эта станция открылась в 1981 году и в настоящее время обслуживает 12 600 пассажиров за день.
Станция была построена для 201 маршрута, который следовал на юг. Это первая станция, построенная в центре города Калгари, в которой не требуется платить за проезд. На сегодняшний день со станции отправляется два маршрута: 201 и 202.
Оригинальная платформа была расположена между 9-й и 8-й улицей, и открыта в 1981 году. В рамках проекта-реконструкции новая станция была построена между 8-й и 7-й улицей; она стала прилегать к центральному парку. В новом виде она была открыта в декабре 2009 года. Старая платформа была закрыта и снесена.
Средний зарегистрированный пассажиропоток составляет 12 600 посадок.
По данным сайта Calgary Transit в 2008 году пассажиропоток оставался неизменным и составлял 12 600 посадок.